# تروي آموس روس
تروي آموس روس (مواليد 17 يوليو 1975) هو ملاكم كندي، مثّل بلاده في الألعاب الأولمبية الصيفية في دورتي 1996 و2000.

## روابط خارجية
- تروي آموس روس على موقع IMDb (الإنجليزية)

تروي آموس روس على موقع بوكس ريك (الإنجليزية) (registration required)
- تروي آموس روس على موقع اللجنة الأولمبية الدولية (الإنجليزية)
- تروي آموس روس على موقع أوليمبيديا (الإنجليزية)
- تروي آموس روس على موقع اللجنة الأولمبية الكندية (الإنجليزية)